# Oberlichtinghagen
Der Weiler Oberlichtinghagen ist ein Ortsteil der Gemeinde Lindlar im Oberbergischen Kreis im Regierungsbezirk Köln in Nordrhein-Westfalen (Deutschland). 

## Lage und Beschreibung
Oberlichtinghagen liegt nordöstlich von Lindlar im Nordosten von Scheel. Weitere Nachbarorte sind Unterlichtinghagen, Zäunchen und das zur Gemeinde Marienheide gehörende Leiberg. Im Süden des Ortes entspringt ein Nebengewässer des in die Leppe mündenden Scheelbaches.

## Geschichte
1413 wurde Oberlichtinghagen das erste Mal urkundlich als „Lichtinckhaen“ in einem Kämmereiregister des Frohnhofes Lindlar erwähnt. In der Topographia Ducatus Montani aus dem Jahre 1715 wird „o. Lichtinghag“ mit zwei Höfen gezeigt. Die Karte Topographische Aufnahme der Rheinlande von 1824 zeigt den Ort auf umgrenztem Hofraum mit 5 getrennt voneinander liegenden Gebäudegrundrissen.

## Busverbindungen
Über die Haltestellen „Niederhabbach“ (Linie 333) und „Scheel“ (Linie 335) ist Oberlichtinghagen an den öffentlichen Personennahverkehr angebunden.